# Josep Puig i Cadafalch
Pour les articles homonymes, voir Josep Puig et Puig.
Josep Puig i Cadafalch, né à Mataró le 17 octobre 1867 et mort à Barcelone le 23 décembre 1956, est l'un des principaux architectes de l'Art nouveau et du Modernisme catalan, et un historien de l'art catalan.

## Biographie
Après avoir étudié l'architecture et les sciences à Barcelone, Puig i Cadafalch est retourné dans sa ville natale, où il a assumé la charge d'architecte municipal à l'âge de 24 ans et ce, cinq années durant. Il y a réalisé ses premiers édifices.
Puig i Cadafalch fut ensuite nommé professeur (catedrático) à l'école d'architecture de Barcelone, dans les spécialités hydraulique et résistance des matériaux. Il a assumé, en 1917, la charge de président de la Mancomunitat de Catalunya, d'où il a élaboré un plan d'enseignement et de culture et a fait débuter les fouilles archéologiques d'Empúries. Il a aussi permis la construction de nouvelles routes et le développement de l'agriculture. 
Il a été destitué en 1923 et remplacé par Alfons Sala.
Puig i Cadafalch était un disciple de Lluís Domènech i Montaner qu'il considérait comme le dernier représentant de l'Art nouveau. Selon certains experts, l'œuvre de Puig i Cadafalch peut se découper en trois périodes distinctes.
La première est moderniste. L'architecte utilisait comme modèle les maisons campagnardes de l'aristocratie catalane, à laquelle il a ajouté des éléments d'inspiration nordique. La Casa Amatller, la Casa Martí, la Casa Llorach d'Isabel Llorach, et spécialement, la Casa de les Punxes (ou Casa Terradas) appartiennent à cette période. Toutes ces œuvres furent réalisées entre 1895 et 1905.
La seconde période peut se définir comme un idéalisme rationnel, une tendance architecturale basée sur les goûts de la nouvelle haute bourgeoisie. Les édifices sont conçus avec pour critère plus de rationnel et de pratique. La Casa Trinxet, la Casa Muntades et la Casa Company sont représentatives de cette période.
La troisième période est monumentaliste. Elles s'est développée en parallèle avec la préparation et la célébration de l'Exposition universelle de Barcelone de 1929 dont Puig i Cadafalch fut l'architecte principal. Dans cette étape de créativité, les édifices sont inspirés de l'architecture romane, en combinaison avec des éléments typiques de Valence et d'Andalousie. Les façades sont jaunes et beaucoup de colonnes sont utilisées comme éléments structurels. Le résultat est un style néo-baroque attractif.
Puig a montré un grand intérêt pour l'architecture d'Amérique du Nord et a laissé un édifice, la Casa Pich, inspirée de l'architecte Louis Sullivan. En plus de son travail comme architecte, il fut également historien de l'art et a écrit plusieurs essais sur l'architecture romane et gothique en Catalogne. Au début de la  Guerre d'Espagne en 1936 il doit quitter la Catalogne. Il s'embarque sur un navire militaire français qui le débarque à Port-Vendres. De là il rejoint l'abbaye Saint-Michel de Cuxa où il réside pendant neuf mois, en réalisant, à la demande du gouvernement français, des études architecturales et archéologiques. En 1937, il se rend à Paris, accueilli par ses collègues de l'université de Paris comme Henri Focillon. Il y donne des cours qui assurent sa notoriété internationale.
Puig a reçu le titre de docteur honoris causa de plusieurs universités, dont celle de Paris. En retournant en Espagne en 1947, le nouveau régime politique ne lui a pas permis d'exercer son métier d'architecte, seulement de réhabiliter et restaurer des monuments historiques. 
En 1942, il a été nommé président de l'Institut d'études catalanes, organisme alors illégal dont il assure la survie[réf. nécessaire] pendant la période franquiste jusqu'à sa mort à Barcelone, à l'âge de 89 ans.

## Principales réalisations
- Casa Macaya (Barcelone)
- Casa Amatller (Barcelone)
- Casa Company (Barcelone)
- Casa Serra (Barcelone)
- Casa Martí (quartier gothique de Barcelone), accueillant le célèbre café Els Quatre Gats de Picasso fondé par Pere Romeu et Ramon Casas[2]
- Casa Muley-Afid (Barcelone)
- Casa Muntades (Barcelone)
- Casa de les Punxes (Barcelone)
- Casa Sastre Marquès (Barcelone)
- Fàbrica Casaramona (Barcelone)
- Palau Baró de Quadras (Barcelone)
- Torre Pastor de Cruïlles (Barcelone)
- Architectural conservation-restauration du bâtiment de XVIIe siècle (Barcelone, Carrer Sant Pere Més Alt, 46) (1924)
- Casa Garí (Argentona, Barcelone)
- Casa Puig i Cadafalch (Argentona, Barcelone)
- Casa Furriols (La Garriga, Barcelone)
- Ajuntament (Mataró, Barcelone)
- Casa Coll i Regàs (Mataró, Barcelone)
- Casa Parera (Mataró, Barcelone)
- Casa Sisternes (Mataró, Barcelone)
- El Rengle (Mataró, Barcelone)
- La Beneficiència (Mataró, Barcelone)
- Caves Codorniu (Sant Sadurní d'Anoia, Barcelone)
- La telegrafia (El Prat de Llobregat, Barcelone)
- Restauration du Monastère de Sant Joan de les Abadesses
- Les Quatre Colonnes de Montjuïc
- La place d'Espagne, porte d'entrée de Montjuïc, avec Guillem Busquets[3]

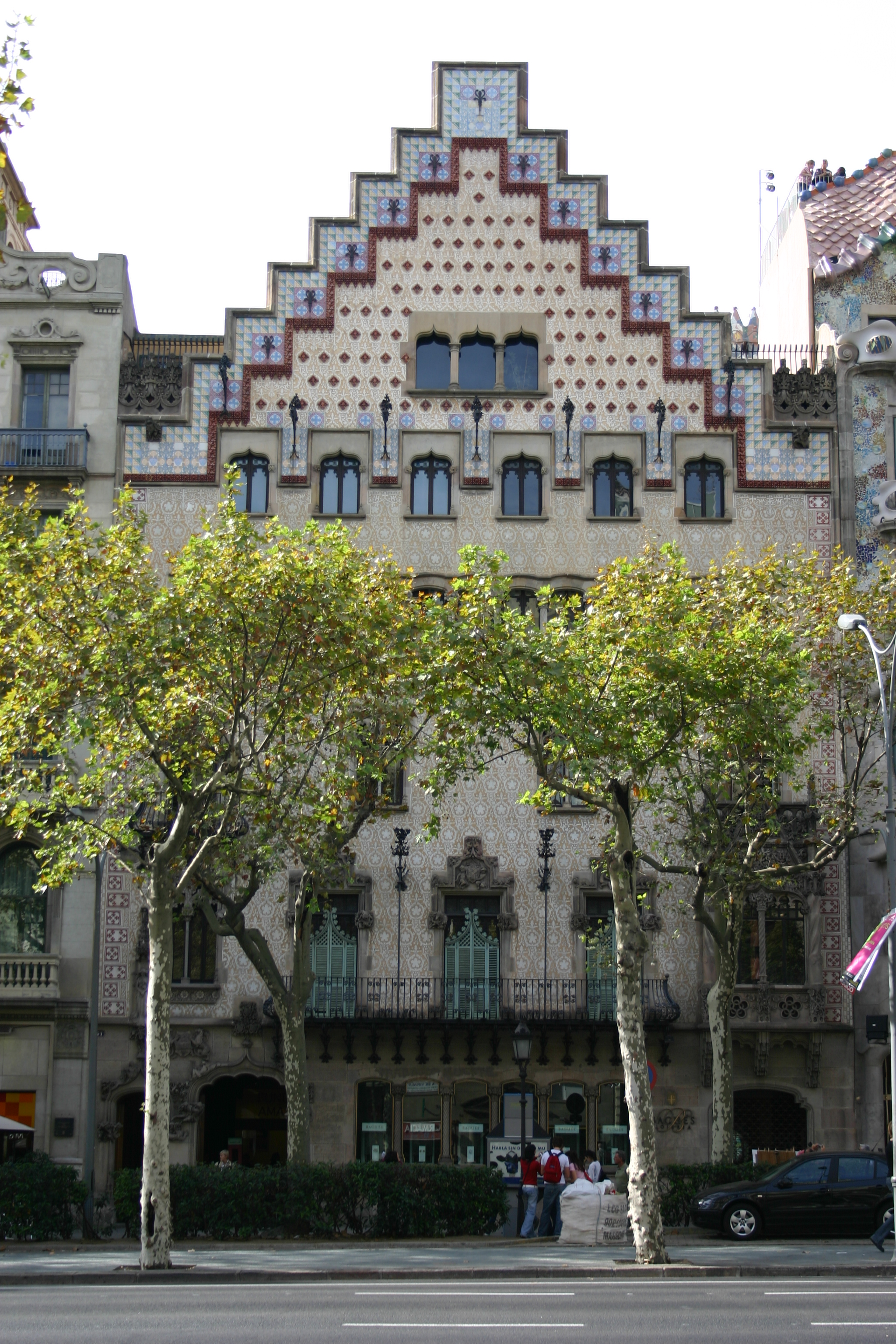
Casa Amatller
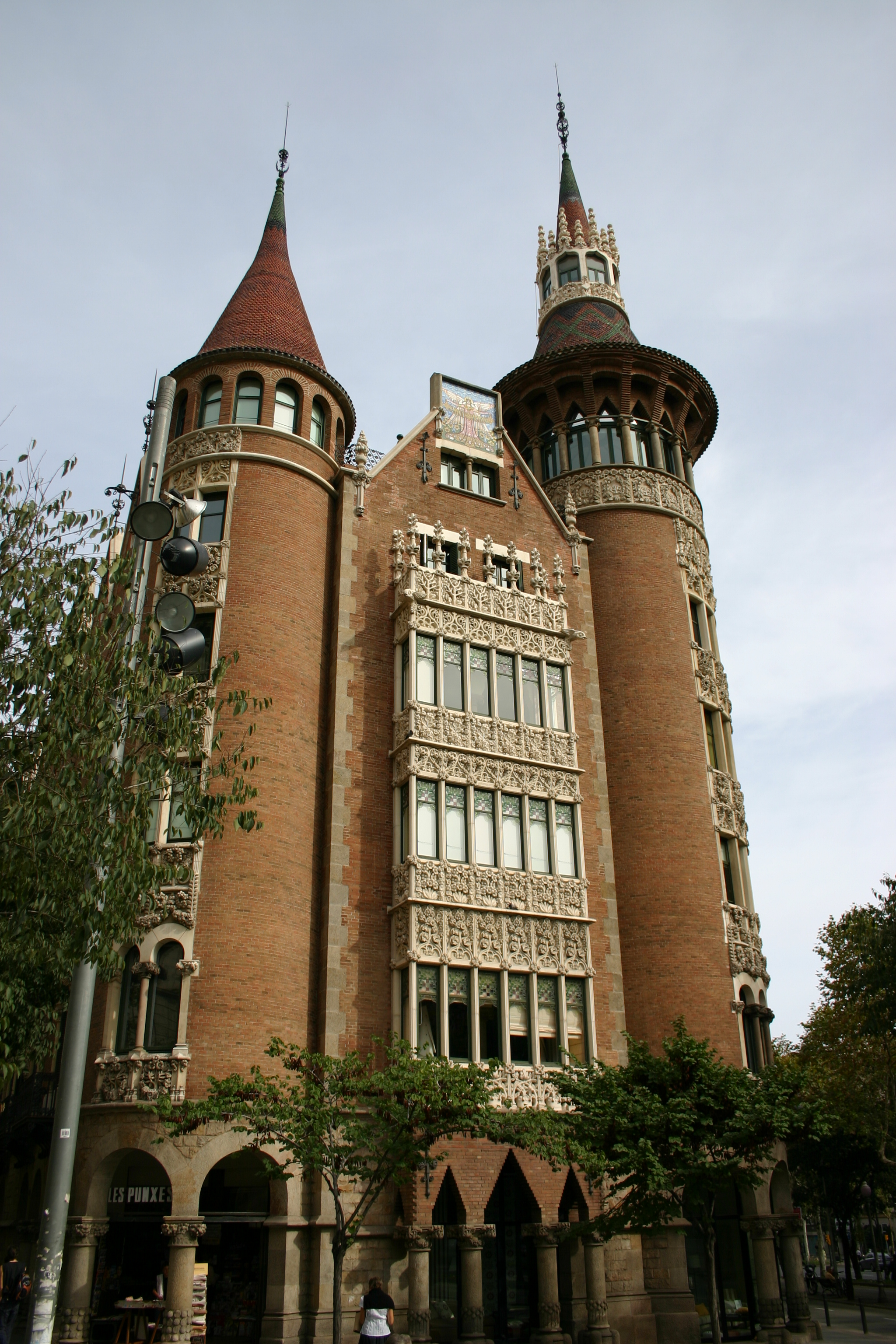
Casa de les Punxes
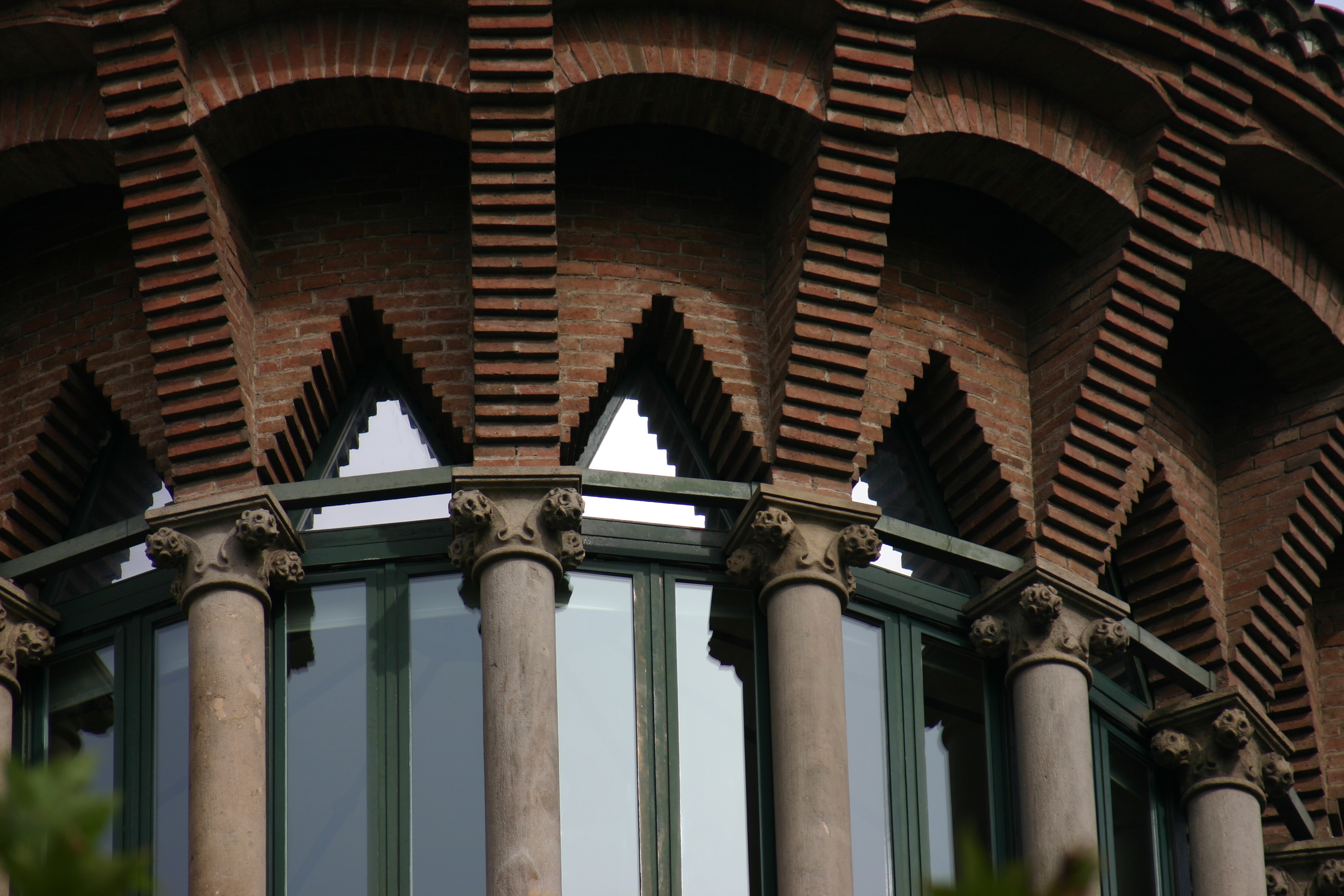
Casa de les Punxes
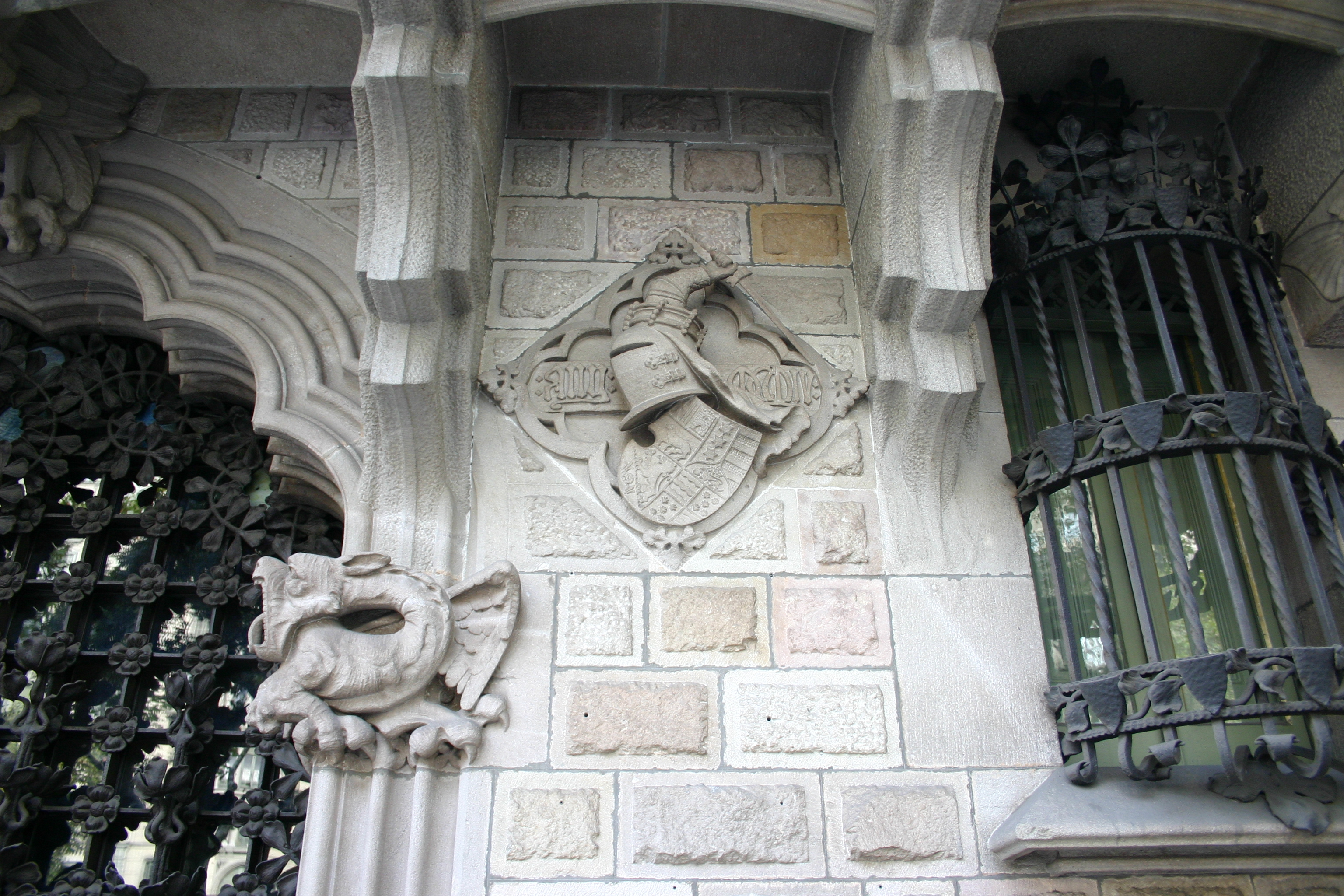
Palau del Baró de Quadres
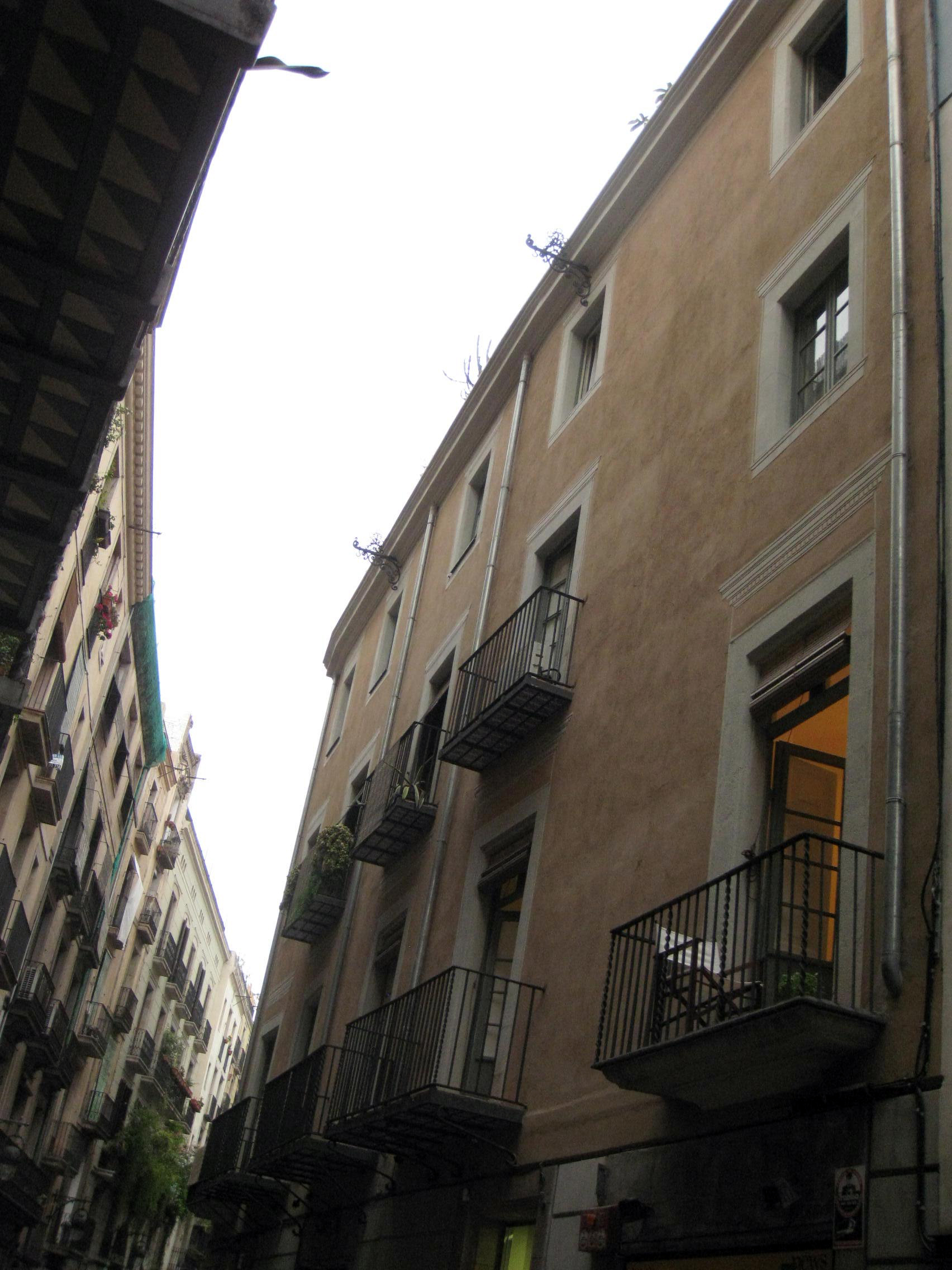
Barcelona, Carrer Sant Pere Més Alt, 46
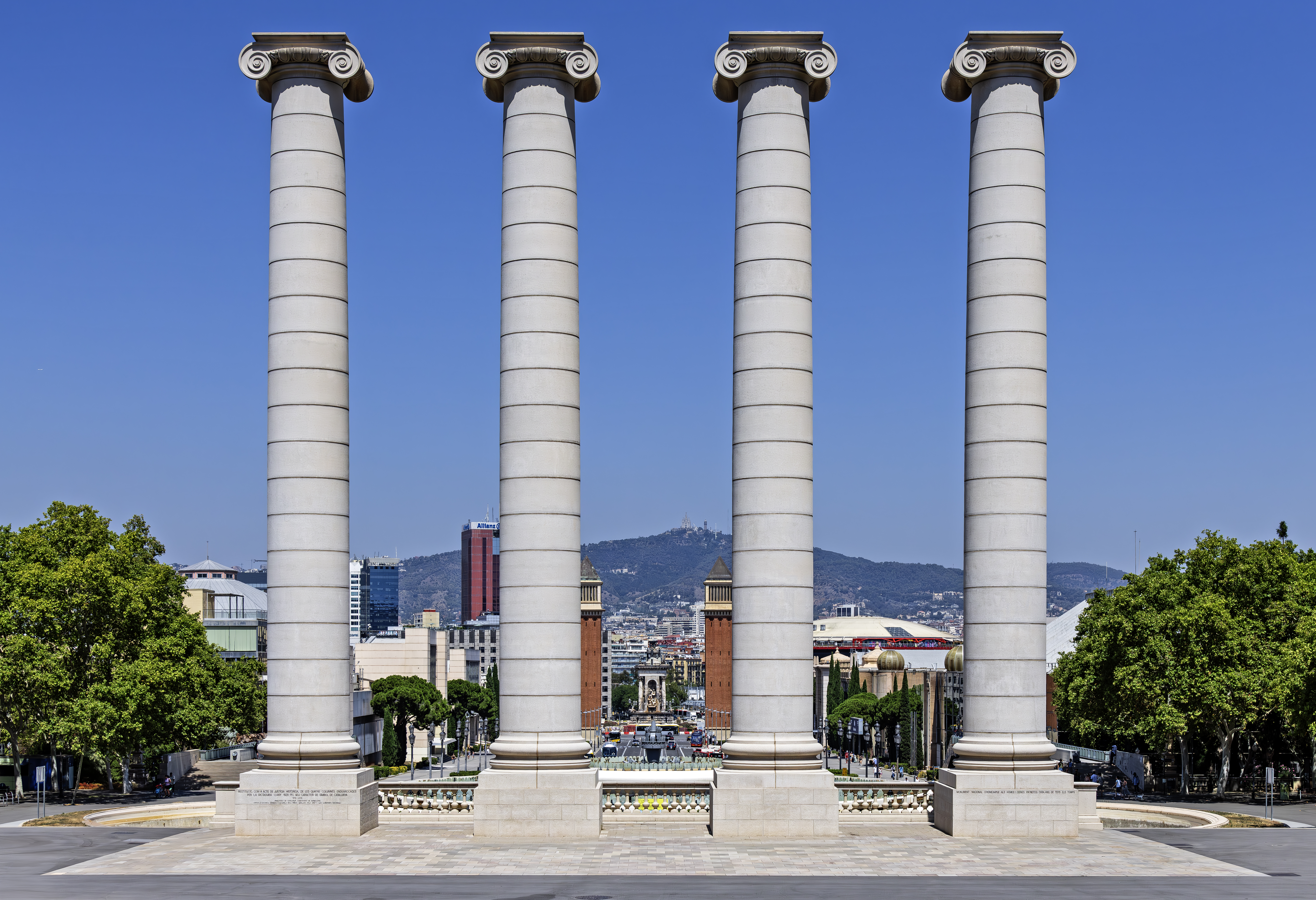
Les Quatre Colonnes de Montjuïc
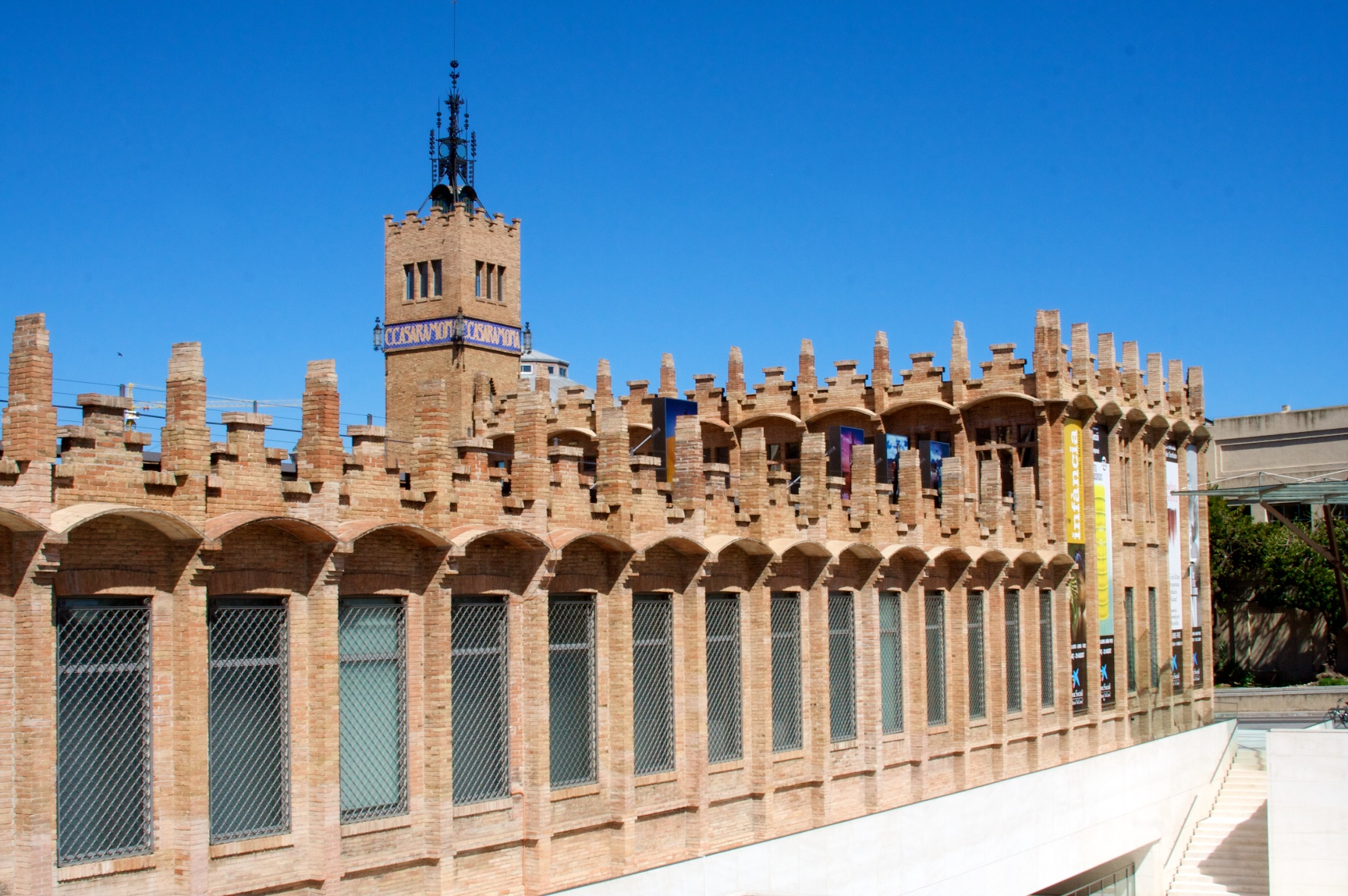
La Fábrica Casaramona, devenue depuis 2002 le centre culturel CaixaForum Barcelona

## Publications
- Notes arquitectoniques sobre les Esglèsies de Sant Pere de Tarrassa , Barcelona : La Reinaxença, 1889, 48 p.
- "Les influences lombardes en Catalogne", Congrès archéologique de France, LXXIII, 1906.
- J. Puig y Cadafalch et alii, L'arquitectura romànica a Catalunya , Barcelona : Institut d'estudis catalans, 1909-1918.
- "Les tapisseries du Palais de la Généralité à Barcelone et celles du Palais Royal de Madrid", Annales de l'Académie royale d'archéologie de Belgique, 1922.
- Història nacional de Catalunya, Barcelona : Ediciones Pàtria, 1922-1934, 7 vol.
- Le premier art roman, Paris, H. Laurens, 1928, compte-rendu par Louis Bréhier, « Le premier art roman », Journal des savants,‎ mai 1929, p. 193-208 (lire en ligne)
- La géographie et les origines du premier art roman, Paris : H. Laurens, 1935, 516 p.
- L'art wisigothique et ses survivances : recherches sur les origines et le développement de l'art en France et en Espagne du IVe au XIIe siècle, Paris : F. de Nobele, 1961, 204 p.
- Memòries (N. Mane, éd.), Barcelona : Publicacions de l'Abadia de Montserrat, 2003, 412 p.